# Кейтани, Мэри Джепкосгеи
Мэри Джепкосгеи Кейта́ни (англ. Mary Jepkosgei Keitany, род. 17 января 1982 года) — кенийская легкоатлетка, которая специализируется в беге на длинные дистанции. Выиграла за карьеру рекордные среди женщин 7 марафонов серии World Marathon Majors: Лондон (2011, 2012, 2017), Нью-Йорк (2014, 2015, 2016, 2018).
Обладательница высшего мирового достижения в марафоне с исключительно женским участием (2:17:01). Трёхкратная чемпионка мира по полумарафону. Экс-рекордсменка мира в полумарафоне. Победительница 25-километрового пробега BIG 25 2010 года с мировым рекордом — 1:19.53. Действующая рекордсменка Кении в марафоне. Третья в списке самых быстрых марафонцев среди женщин за всю историю (после Рэдклифф и Шобуховой).
После побед на Лондонском марафоне 2011 и 2012 годов рассматривалась как фаворит олимпийского марафона 2012 года в Лондоне. Кейтани подошла к олимпийскому старту с лучшим результатом сезона в мире, показанном как раз в Лондоне 22 апреля (2:18:37). 5 августа 2012 года до отметки 40 километров Кейтани держалась в четвёрке лидеров, но именно Кейтани первой выпала из неё, заняв в итоге 4-е место с результатом 2:23:56 (чемпионка Тики Гелана пробежала с олимпийским рекордом 2:23:07). Как выяснилось впоследствии Кейтани бежала олимпийский марафон на раннем сроке беременности (родила дочь в апреле 2013 года).
В сентябре 2021 года завершила карьеру после травмы спины, из-за которой она не могла участвовать в соревнованиях два года подряд.

## Сезон 2014
После рождения второго ребёнка вернулась в большой спорт в начале года. В мае выиграла 10-километровый пробег Ottawa 10K. 7 сентября стала победительницей полумарафона Great North Run.
2 ноября, в холодную и ветреную погоду выиграла Нью-Йоркский марафон — 2:25.07.

## Достижения
- Победительница полумарафон а CPC Loop Den Haag 2005 года — 1:10.18
- 3-е место на Нью-Йоркском марафоне 2010 года — 2:29.01
- Победительница Португальского полумарафона 2010 и 2011 годов — 1:08.46 и 1:07.54 соответственно
- Победительница Лондонского марафона 2011, 2012 и 2017 годов — 2:19.19, 2:18.37 NR[2] и 2:17.01 WR соответственно
- Победительница Рас-эль-Хаймского полумарафона 2011 года — 1:05.50 WR*

## Личная жизнь
Её муж, Чарльз Коэч также легкоатлет. 22 июня 2008 года родила сына, которого назвали Джаред Кипчумба. В апреле 2013 года родила второго ребёнка.